# John Wodehouse (1er comte de Kimberley)
John Wodehouse (7 janvier 1826 - 8 avril 1902), est un homme politique libéral britannique. Il exerce ses fonctions dans tous les gouvernements libéraux de 1852 à 1895, notamment en tant que secrétaire d'État aux Colonies et secrétaire aux Affaires étrangères.

## Éducation
Il est né en 1826 à Wymondham, dans le Norfolk, fils aîné de l'hon. Henry Wodehouse (1799-1834) et petit-fils de John Wodehouse (2e baron Wodehouse). Sa mère est Anne Gurdon (décédée en 1880), fille de Théophile Thornhagh Gurdon. En 1846, il succède à son grand-père en tant que troisième baron Wodehouse. Il fait ses études au Collège d'Eton et Christ Church, Oxford, où il obtient un diplôme en 1847 .

## Début de carrière (1852-1874)
Par héritage, il est libéral en politique et, en 1852-1856 et 1859-1861, il est sous-secrétaire d'État aux Affaires étrangères dans les ministères de Lord Aberdeen et de Lord Palmerston. Dans l'intervalle (1856-1858), il est envoyé extraordinaire en Russie. En 1863, il est envoyé en mission spéciale à Copenhague dans l'espoir de trouver une solution à la question du Schleswig-Holstein mais la mission est un échec.
En 1864, Kimberley devient Sous-secrétaire d'État à l'Inde, puis vers la fin de l’année, Lord lieutenant d'Irlande. À ce titre, il doit faire face aux premières manifestations du fénianisme et, en reconnaissance de ses services, il est créé comte de Kimberley en 1866. En juillet 1866, il quitte son poste à la chute du ministère de Lord Russell. En 1868, il devient Lord du sceau privé dans le cabinet de Gladstone. En juillet 1870, il devient secrétaire d'État aux Colonies. C'est le moment des grandes découvertes de diamants en Afrique australe, et la ville de Kimberley, dans la Colonie du Cap est nommée en son honneur. Lord Kimberley est crédité du changement de politique britannique vis-à-vis des États malais indépendants qui conduit à la signature du traité de Pangkor de 1874, à la suite duquel des agents politiques britanniques appelés résidents sont placés dans les États malais en tant que conseillers des souverains.

## Carrière ultérieure (1875–1902)
Après un intervalle d'opposition de 1874 à 1880, Lord Kimberley retourne au ministère des colonies dans le ministère de Gladstone. Il occupe ce poste lorsque le gouvernement responsable est attribué à la Colonie du Cap, à la Colombie-Britannique et est ajouté au Canada et lors de la première guerre des Boers. À la fin de 1882, il devient Chancelier du duché de Lancastre, puis Secrétaire d'État à l'Inde, poste qu'il occupe pendant le reste du mandat de Gladstone (1882-1885, 1886, 1892-1894), mais en 1892–1894, il est aussi Lord président du Conseil.
Dans le cabinet de Lord Rosebery (1894-1895), il est secrétaire aux affaires étrangères. Pendant ce temps, il signe le traité de commerce et de navigation anglo-japonais. Sir Edward Grey, qui occupe les fonctions de sous-secrétaire parlementaire auprès de l'Office des affaires étrangères sous Kimberley, le décrit défavorablement comme prolixe et enclin à des digressions sans rapport avec la conversation, bien que concis, précis et clair sur papier. Cependant, selon la onzième édition de l'Encyclopædia Britannica, "en tant que chef du parti libéral à la Chambre des lords, il agissait avec une dignité immuable, et dans l'opposition, il est un antagoniste courtois et un critique de poids et d'expérience" .

## Autres postes publics
Le 5 avril 1850, il rejoint l'Association de Canterbury, créée pour établir une colonie dans la région de Canterbury sur l'île du sud de la Nouvelle-Zélande.
Lord Kimberley s'intéresse à l'éducation et, après de nombreuses années membre du sénat de l'Université de Londres, il en devient chancelier en 1899

## Famille
Lord Kimberley épouse le 16 août 1847 Lady Florence FitzGibbon (décédée en 1895), fille de Richard FitzGibbon, 3e comte de Clare . Il est décédé le 8 avril 1902 au 35, Lowndes Square à Londres (aujourd'hui haut-commissariat du Pakistan), âgé de 76 ans, et est remplacé dans ses titres par son fils aîné, John. Son deuxième fils, l'hon. Armine Wodehouse est également un homme politique libéral, mais il est décédé très tôt.

## Monuments commémoratifs
Les lieux suivants sont nommés d'après le 1er comte de Kimberley :
- la région de Kimberley en Australie occidentale;
- Kimberley, une ville d'Afrique du Sud;
- Kimberley, en Nouvelle-Zélande, est un hameau du district de Selwyn. [6]
- Kimberley Road à Hong Kong[7]
- Kimberley Park, Falmouth, Cornouailles
- Comté de Kimberley, unité cadastrale en Australie méridionale[8].